# Gouvernement Ducarme
 (janvier 2017).
Si vous disposez d'ouvrages ou d'articles de référence ou si vous connaissez des sites web de qualité traitant du thème abordé ici, merci de compléter l'article en donnant les références utiles à sa vérifiabilité et en les liant à la section « Notes et références ».
Gouvernement de la Région de Bruxelles-Capitale
de Donnea Simonet II
Le Gouvernement Ducarme est le gouvernement de la Région de Bruxelles-Capitale, en Belgique, dirigé par le libéral Daniel Ducarme et formé par une coalition pentapartite, associant la famille socialiste (PS francophone et sp.a flamand), la famille libérale (MR francophone et VLD flamand), le parti démocrate-chrétien flamand (CD&V).
Ce gouvernement a pris le relais du Gouvernement de Donnea le 6 juin 2003, lors de la démission de ce dernier.
À la suite des démelés fiscaux et judiciaires de Daniel Ducarme et la démission de celui-ci, le 18 février 2004, le Gouvernement Simonet II lui a succédé.

## Composition du Gouvernement
| Fonction | Titulaire | Titulaire                | Titulaire                                | Parti    |
| --- | --------- | ------------------------ | ---------------------------------------- | -------- |
| Ministre-Président chargé des pouvoirs locaux, de l'aménagement du territoire, des monuments et sites, de la rénovation urbaine, de la recherche scientifique |           | Daniel Ducarme en 1999   | Daniel Ducarme                           | MR       |
| Ministre des Travaux publics, des Transports, de la Lutte contre l'incendie et de l'Aide médicale urgente                                                     |           | Jos Chabert en 2006      | Jos Chabert                              | CD&V     |
| Ministre de l'Emploi, de l'Économie, de l'Énergie, du Logement                                                                                                |           | Éric Thomas              | Éric Thomas                              | PS       |
| Ministre de l’Environnement et de la Politique de l’eau, de la Conservation de la nature et de la Propreté publique, du Commerce extérieur                    |           | Didier Gosuin            | Didier Gosuin                            | FDF (MR) |
| Ministre des Finances, du Budget, de la Fonction publique et des Relations extérieures                                                                        |           | Guy Vanhengel en 2016    | Guy Vanhengel                            | VLD      |
| Secrétaire d'État à l’Aménagement du territoire, des Monuments et sites et du Transport rémunéré des personnes                                                |           | Willem Draps             | Willem Draps                             | MR       |
| Secrétaire d'État au Logement social et à l'Énergie |           | Alain Hutchinson en 2015 | Alain Hutchinson                         | PS       |
| Secrétaire d'État à la Mobilité, à la Fonction publique et à la Lutte contre l'incendie et d'Aide médicale urgente                                            |           | Robert Delathouwer       | Robert Delathouwer (jusqu'au 15/09/2003) | sp.a     |
| Secrétaire d'État à la Mobilité, à la Fonction publique et à la Lutte contre l'incendie et d'Aide médicale urgente                                            |           | Pascal Smet              | Pascal Smet (à partir du 15/09/2003)     | sp.a     |